# Museo archeologico nazionale di Chiusi
Il Museo archeologico nazionale, già detto Museo nazionale etrusco di Chiusi, si trova in via Porsenna 93 e raccoglie numerosi reperti provenienti dagli scavi nella zona, in particolare antichissimi canopi e i tipici sarcofagi. Il circuito museale prevede anche la visita della tomba del Leone, della tomba della Pellegrina e, su prenotazione, della tomba della Scimmia. Vi è annesso anche un importante laboratorio di restauro, specializzato in materiale archeologico.
Dal dicembre 2014 il Ministero per i beni e le attività culturali lo gestisce tramite il Polo museale della Toscana, nel dicembre 2019 divenuto Direzione regionale Musei.

## Storia
Il Museo venne istituito nel 1871 come museo comunale. Nel 1901 venne trasferito nella sede attuale, un edificio in stile neoclassico. Un ampliamento risale al 1932, quando furono esposte nuovi reperti provenienti da collezioni private. Fu danneggiato durante la seconda guerra mondiale e divenne statale nel 1963. Nel 2003 è stato interamente riallestito, migliorando l'esposizione che risaliva al 1985, con modifiche del 1992.

## Collezioni
Nel portico si trova una serie di iscrizioni funerarie, cippi e statue marmoree, provenienti dalla tomba della gens Allia sulla via Cassia (fine del I secolo a.C.)
L'esposizione è ordinata per criteri cronologici e tematici, con una stretta connessione col territorio di Chiusi. Dove possibile è sempre indicato il luogo di reperimento e alcune cartine facilitano la localizzazione nell'area. La prima sala è dedicata alle Età del Ferro e del Bronzo, oltre alla fase "orientalizzante" della produzione etrusca. Vi si trovano sia oggetti di produzione locale, sia altri oggetti di importazione nell'antichità, come i buccheri con decorazione a cilindretto.
La sala successiva traccia la peculiare produzione chiusina tra VII ed il VI secolo a.C., incentrata sui canopi antropomorfi, tra i quali spicca il famoso canopo di Dolciano, posto in un trono di bronzo decorato a sbalzo. Un'altra sala mostra la scultura in pietra fetida, con statue usate come cinerari, rilievi e sculture funerarie, come le figure di sfingi o donne piangenti, e una ricca documentazione di rilievi in stile orientalizzante.
Tra le opere di importazione spiccano le ceramiche attiche a figure nere (come l'anfora con Achille e Aiace che giocano a dadi alla presenza di Atena, del pittore di Kleophrades), a figure rosse (skyphos con una rara raffigurazione di Telemaco, del Pittore di Penelope con scene dall'Odissea) e di ceramiche di imitazione etrusca, sia figure nere che rosse. La stessa sala ospita anche reperti di bucchero pesante tipici della produzione locale, bronzi e opere di oreficeria.
La sezione territoriale ospita reperti provenienti dagli scavi nella zona di Petriolo e dalle necropoli della zona, con corredi databili dal VII al III secolo a.C. Tra questi ultimi spicca il corredo della tomba della Pania, con una grande situla in bronzo e il calco della pisside eburnea conservata oggi al Museo archeologico nazionale di Firenze. Il cinerario Paolozzi è decorato da figure femminili piangenti e teste di grifo.

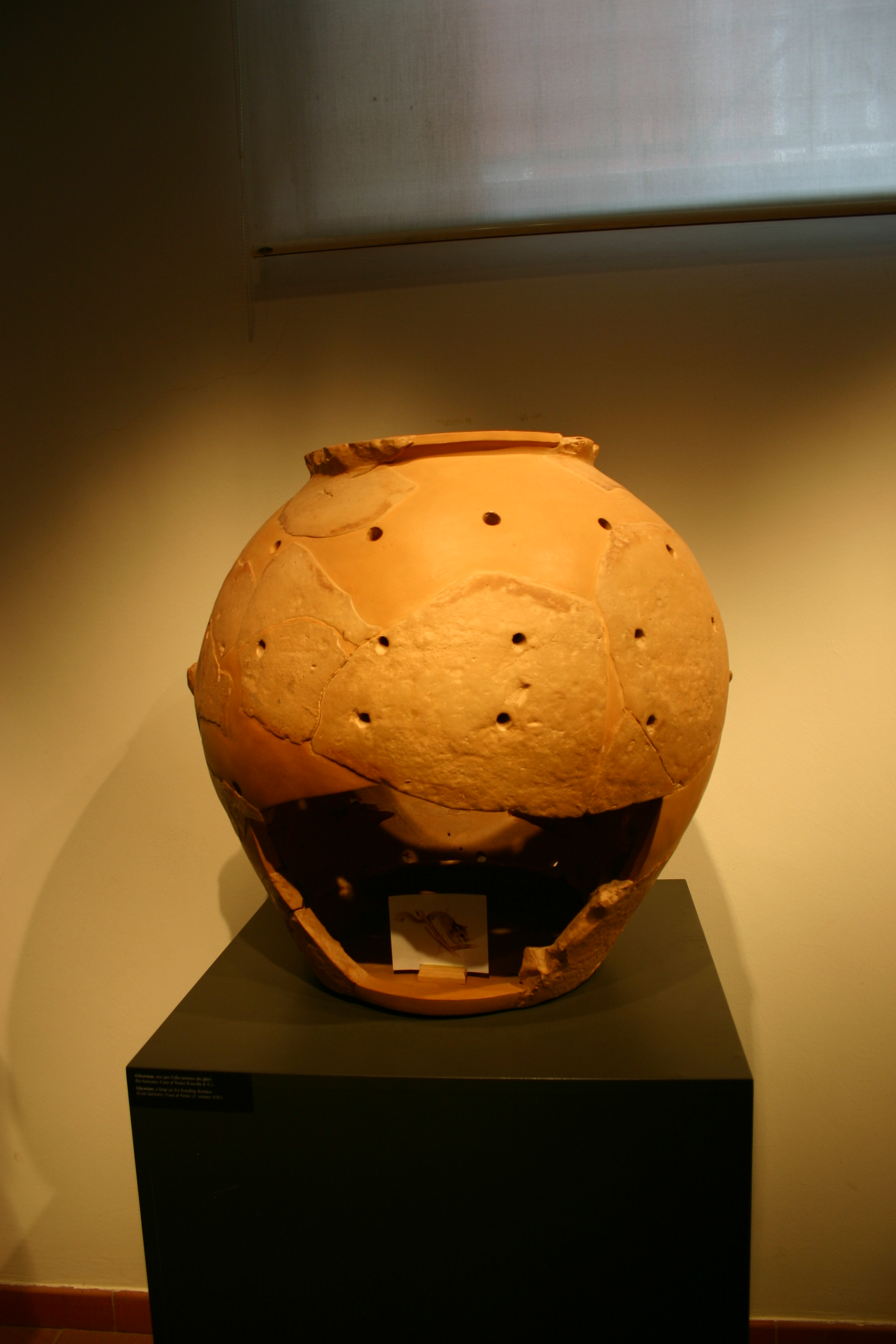
Glirarium

Il piano inferiore è dedicato ai reperti di età ellenistica, romana e longobarda. Vi si trovano numerose urne in marmo e alabastro, caratterizzate da un ritratto idealizzato del defunto sdraiato sul coperchio e scene mitologiche sulla cassa; le più antiche si rifanno alla mitologia greca, quelle successive hanno mostri alati dell'Oltretomba etrusco; spesso l'urna conserva il nome del defunto. Tra gli esemplari più raffinati figura l'urna in alabastro di Larth Sentinates Caesa, dalla tomba della Pellegrina. Altre urnette cinerarie sono in terracotta dipinta e sono esposte anche terrecotte architettoniche e votive. Chiusi è la città etrusca che ha restituito il maggior numero di iscrizioni di epoca ellenistica, a testimoniare la straordinaria alfabetizzazione e fioritura culturale di quelle periodo.
L'epoca romana è documentata dalla ceramica sigillata di produzione aretina, vetri, bronzi, cippi funerari, alcuni statue (un Augusto, una statua acefala e ritratti del II e III secolo) e una base onoraria. Spicca anche un pannello musivo staccato, con Melagro che caccia il cinghiale calidonio. Raro è un glirarium, contenitore per allevare i ghiri, all'epoca considerati vere ghiottonerie.
Segue una sezione sull'arte longobarda (Chiusi fu un importante ducato), con vari materiali rinvenuti in tombe della zona di Arcisa: armi, fibule e gioielli.
Le ultime vetrine ospitano i reperti delle collezioni Paolozzi e Mieli Servadio, che fecero da base alla raccolta museale.